# Терехова (Московская область)
Терехова — деревня в Клинском районе Московской области, в составе Воронинского сельского поселения. Население — 37 чел. (2010). До 2006 года Терехова входила в состав Слободского сельского округа
Деревня расположена в северной части района, примерно в 18 км к северо-востоку от райцентра Клин, на безымянном ручье, левом притоке реки Берёзовка, высота центра над уровнем моря 142 м. Ближайшие населённые пункты — Слобода на юго-западе, Еросимово и Ватолино на юге и Крупенино на северо-востоке.

## Население
| 2002 | 2006 | 2010 |
| ---- | ---- | ---- |
| 41   | ↗44  | ↘37  |